# Uelzen (distrito)
Uelzen é um distrito (kreis ou landkreis) da Alemanha localizado no estado de Baixa Saxônia.

## Cidades e municípios
|                                               | | |                                                                                                   |
| Cidades                                       | Samtgemeinden | Samtgemeinden | Samtgemeinden                                                                                     |
| 1. Uelzen Municípios (livres) 1. Bienenbüttel | - 1. Altes Amt Ebstorf 1. Ebstorf¹ 2. Hanstedt 3. Natendorf 4. Schwienau 5. Wriedel - 2. Bevensen 1. Altenmedingen 2. Bad Bevensen1, 2 3. Barum 4. Emmendorf 5. Himbergen 6. Jelmstorf 7. Römstedt 8. Weste | - 3. Bodenteich 1. Bad Bodenteich¹ 2. Lüder 3. Soltendieck - 4. Rosche 1. Oetzen 2. Rätzlingen 3. Rosche¹ 4. Stoetze 5. Suhlendorf | - 5. Suderburg 1. Eimke 2. Gerdau 3. Suderburg¹ - 6. Wrestedt 1. Stadensen 2. Wieren 3. Wrestedt¹ |
|                                               | ¹sede do Samtgemeinde; ²cidade | |                                                                                                   |